# Piumaggio

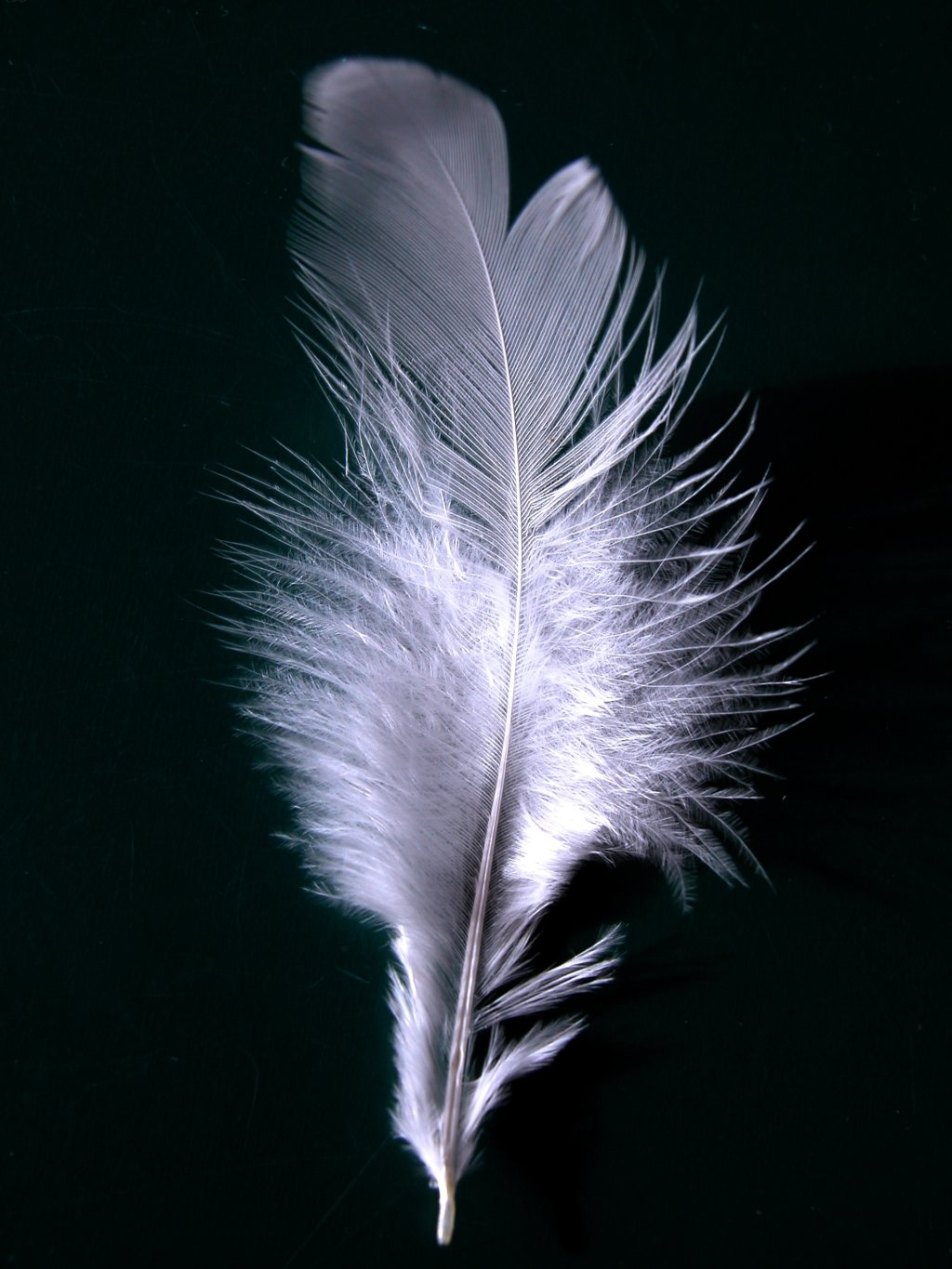
Una piuma bianca

Esempio di piuma.

Il piumaggio o anche meno comunemente livrea è la caratteristica principale che distingue gli uccelli da tutti gli altri esseri viventi. Esso è costituito dall'insieme delle piume e delle penne.

## Caratteristiche
Piume e penne sono formazioni cornee dalla pelle che ricoprono l'epidermide degli uccelli, ma sono differenti dal punto di vista morfologico, anatomico e funzionale. Il piumaggio è uno degli appendaggi cutanei più complessi dei vertebrati: appendice dell'apparato tegumentario, è formata dalla proliferazione controllata di cellule nell'epidermide, che produce cheratina.

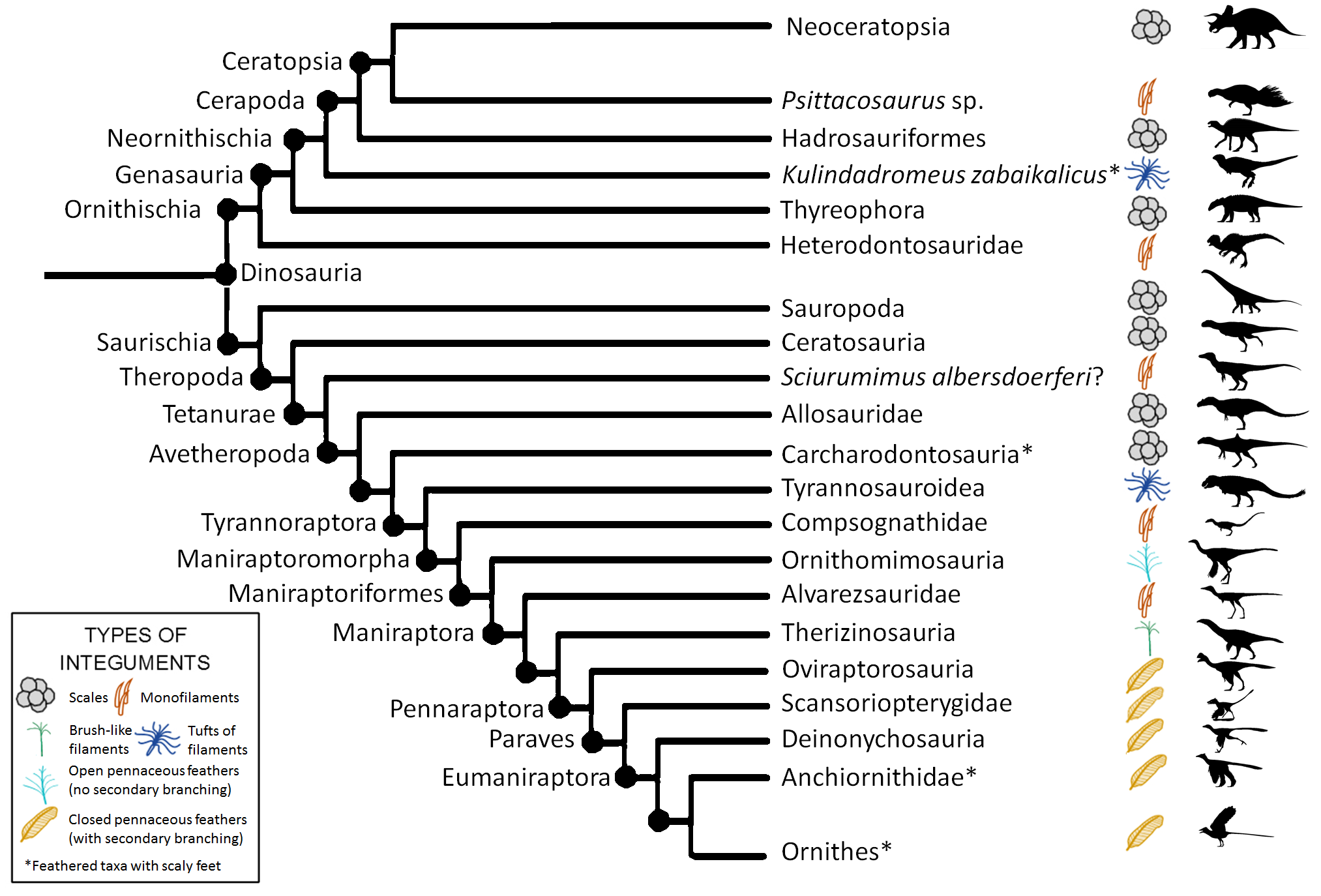
Cladogramma con la distribuzione di piumaggio nei dinosauri secondo i reperti fossili.

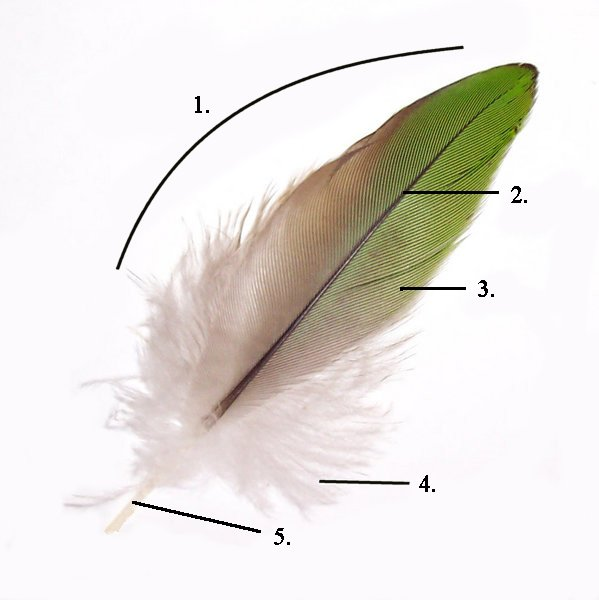
Struttura di una penna:
1. Vessillo
2. Rachide
3. Barba
4. Barbula
5. Calamo

La struttura portante è composta dal calamo, la parte che si attacca al corpo, inserendosi in un follicolo della pelle, e dal rachide, la continuazione del calamo. Al rachide è attaccata la superficie piana del vessillo, formata da tante laminette o barbe, da cui si dipartono le barbule munite nei margini di minutissimi uncini o cigli. La penna matura degli uccelli è una parte morta, che è possibile considerare come il pelo dei mammiferi.
Le penne vessillate coprono l'esterno del corpo, sotto le quali troviamo le piume, che forniscono agli uccelli isolamento termico e impermeabilità, proteggendoli dall'acqua e dalle variazioni di temperatura, anche in condizioni estreme. Le penne delle ali e della coda forniscono il sostegno aerodinamico necessario al volo, nonché il controllo e la regolazione del volo stesso. Queste rappresentano la maggior parte della superficie alare e caudale; hanno precise caratteristiche e sono disposte in punti ben precisi. Nonostante le piume siano leggere, l'intero piumaggio di un uccello pesa circa tre volte di più del suo scheletro, poiché alcune ossa sono cave e contengono sacche d'aria.
Alcune specie hanno delle vere e proprie creste di penne sulla testa, o appendici ornamentali costituite da piume.

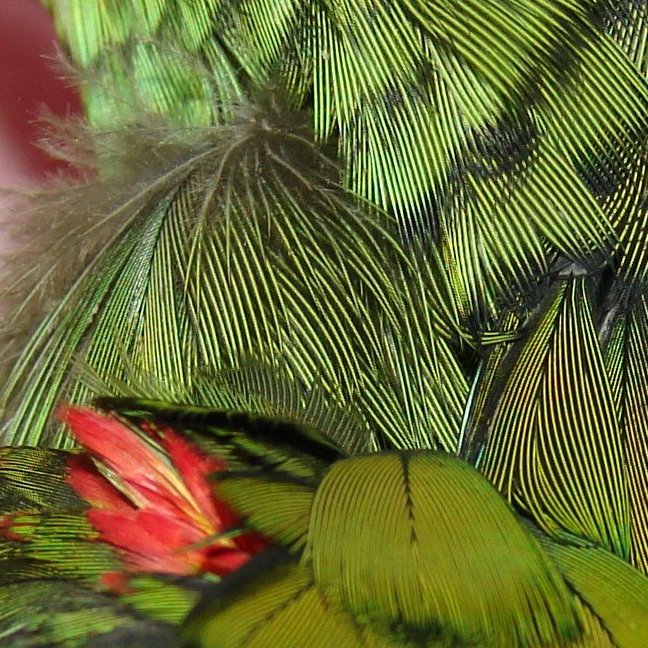
Ingrandimento del piumaggio di un pappagallo dalla testa gialla appena nato.

Negli uccelli il dimorfismo sessuale (differenze tra esemplari maschi e femmine) si manifesta frequentemente nell'aspetto e la colorazione del piumaggio. Questo in alcuni casi ha la funzione di mimetizzare l'animale nell'ambiente in cui vive, per far sì che non venga facilmente riconosciuto dai predatori: questo tipo di colorazione è tipico degli esemplari giovani e delle femmine, come nel caso del germano reale, il cui maschio ha invece una colorazione più ricca. In altri casi il piumaggio può assumere toni sgargianti e iridescenti, con vistose appendici costituite da grandi piume, come nel caso del pavone o dell'uccello lira, i cui esemplari maschi usano il piumaggio come ornamento a scopo di attrazione sessuale.
Così come avviene nei pesci, il colore del piumaggio può differire fra il lato ventrale e quello dorsale, per consentire il mimetismo durante il volo.
Vi sono due tipi fondamentali di piume: piume mobili che coprono la parte esterna del corpo e piume interne che si trovano sotto le prime a contatto con l'epidermide.
Piume e penne vengono ricambiate periodicamente allorché una nuova piuma o penna si forma in un follicolo, per cui la vecchia viene espulsa. Il ricambio del piumaggio di un uccello viene attuato in maniera da non lasciare nuda nessuna parte del corpo e in modo tale da non compromettere il volo. Le penne della coda vengono cambiate a coppie simmetriche, appunto per questo motivo.
Alcuni uccelli producono una polvere, ad emissione continua, che rende impermeabili le piume non lasciando passare né l'acqua né il freddo. La maggior parte degli uccelli acquatici produce una grande quantità di detta polvere. Questo prodotto può emulsionarsi a contatto con elementi derivanti dall'inquinamento. In questo caso le piume si impregnano d'acqua e gli uccelli possono annegare. È molto difficile pulire le piume degli uccelli quando queste vengono a contatto con oli minerali come nel caso di disastri ecologici dovuti a fuoriuscita accidentale di petrolio greggio.

## Differenza tra penne e piume
Dal punto di vista morfologico-anatomico, le piume si differenziano dalle penne per un rachide e vessillo quasi inesistente, con barbule predominanti. Il piumino è un tipo particolare di piuma, privo di uncini.
Dal punto di vista funzionale, le piume si trovano sotto le più rigide penne del rivestimento esterno e servono a limitare la dispersione di calore e l'assorbimento di umidità. Le penne invece servono principalmente per il volo, con funzioni diverse fra penne remiganti (remiganti primarie e secondarie), penne copritrici e timoniere.

## Uso delle piume
Le piume sono state impiegate dall'uomo per innumerevoli usi sia utilitaristici, che estetici, culturali e religiosi.

### Funzioni utilitaristiche

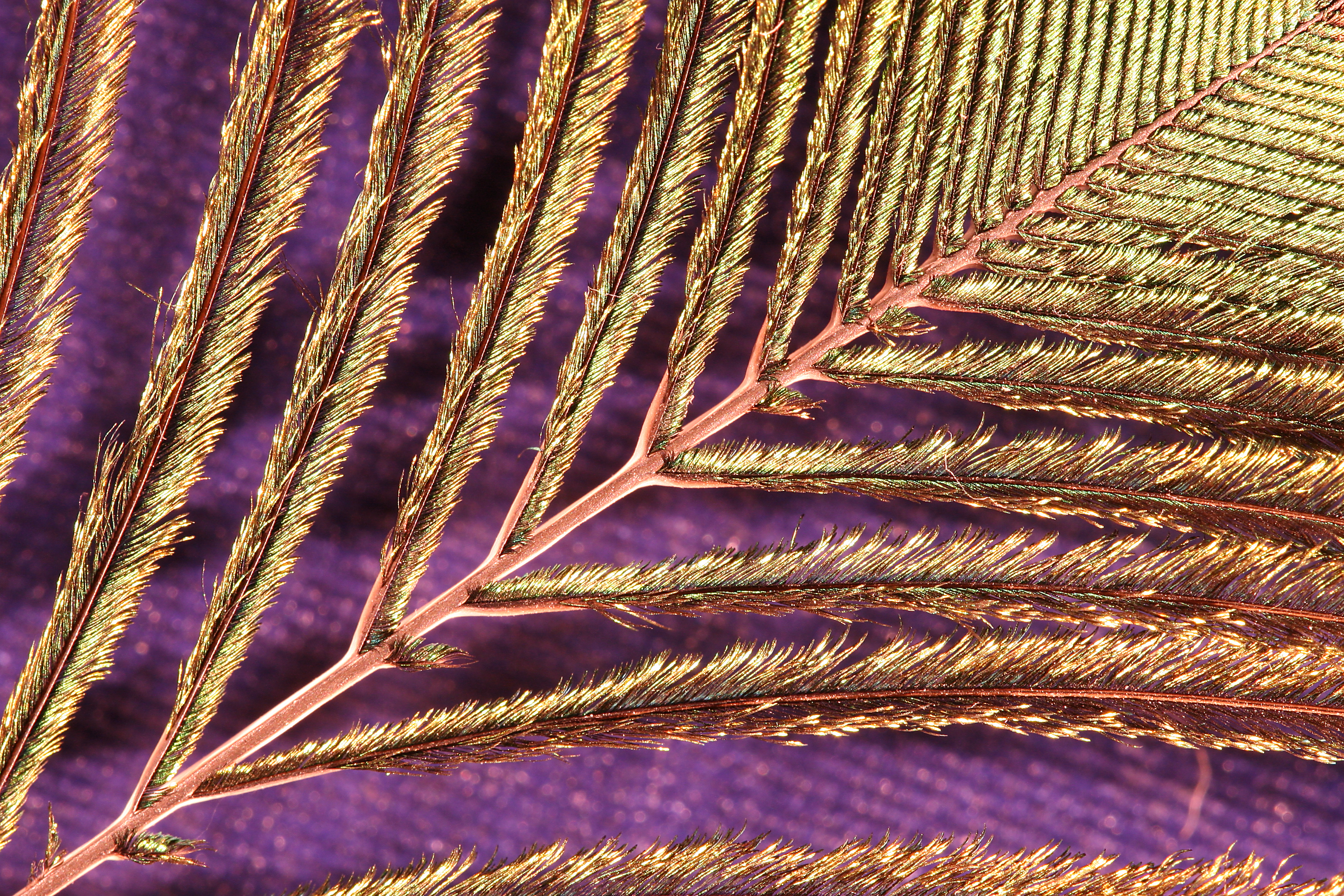
Penna di pavone

Le piume sono soffici e calde; per questo motivo costituiscono una pregiata (e tipicamente costosa) imbottitura per i letti, sia nel riempimento dei cuscini che nei piumini usati come coperte. Vengono anche usate per imbottire indumenti per la stagione fredda come giacche e giubbotti. Le piume d'oca, le più pregiate, hanno la caratteristica di comprimersi ed espandersi intrappolando aria, e questo fa sì che tengano molto caldo.
Anche le penne sono state sfruttate per numerosi usi da parte dell'uomo. In passato le penne d'oca venivano usate come strumenti di scrittura, tanto che oggi, nonostante siano disponibili strumenti costruiti appositamente, il termine ha conservato il doppio significato.
Nella costruzione di frecce, le penne mantengono la funzione che hanno nell'anatomia degli uccelli, in quanto vengono usate per regolarne la traiettoria in volo.

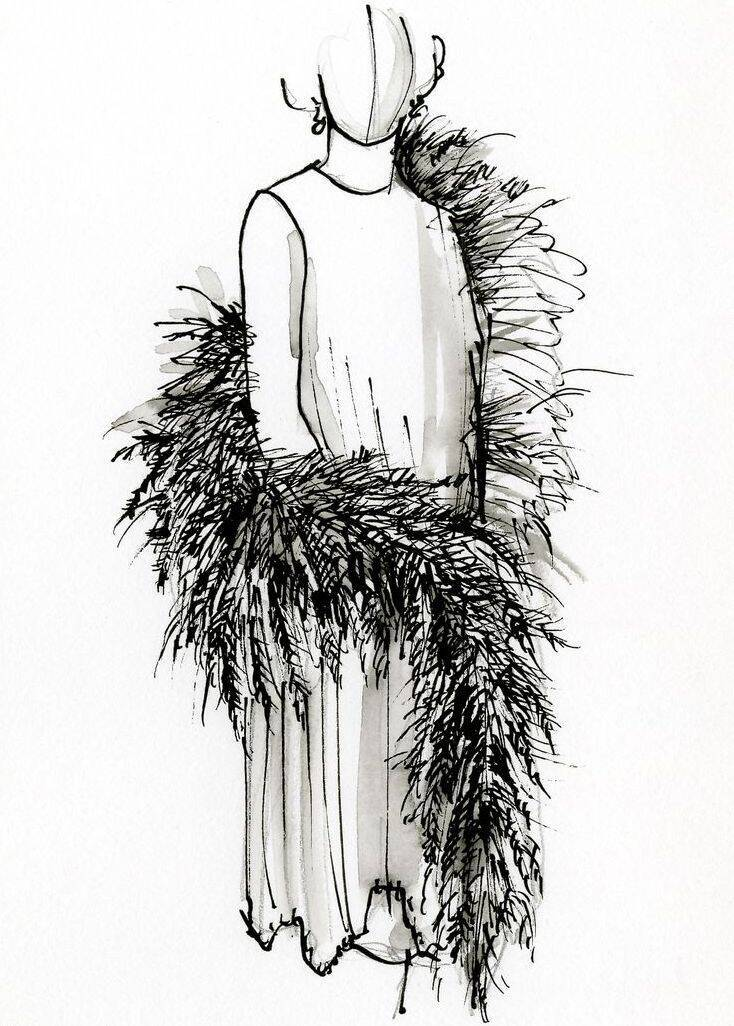
Disegno di un boa di piume.

### Usi ornamentali
Le piume colorate venivano usate in passato come guarnizioni per cappelli sia da uomo che da donna; un esempio tipico è costituito dalle grandi piume della coda dello struzzo. Una lunga penna orna il cappello del corpo militare degli alpini, e le piume sul copricapo dei bersaglieri sono tanto più abbondanti quanto più alti sono il grado e i meriti militari di chi lo indossa.

### Usi culturali e religiosi

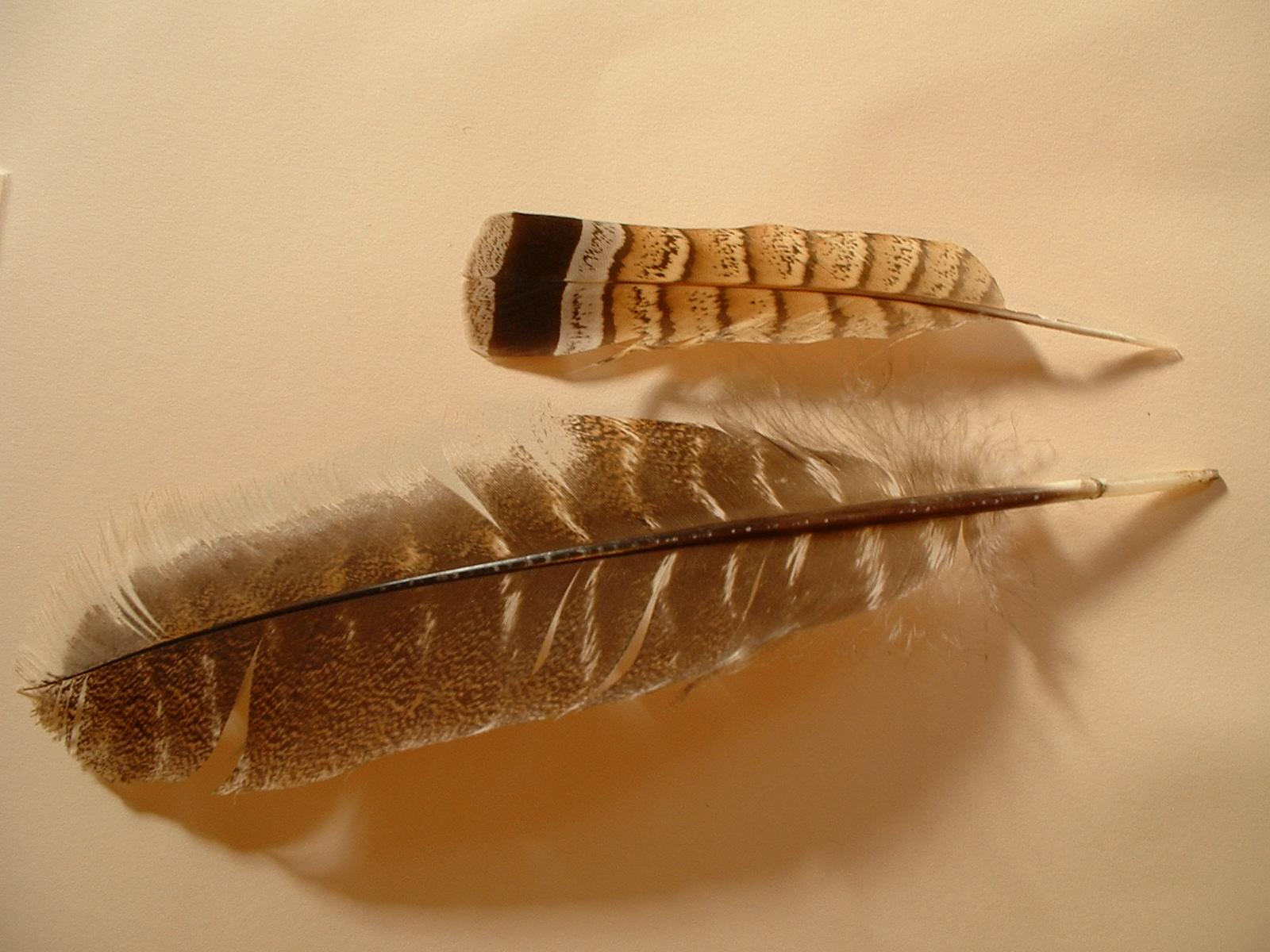
Due penne

Le penne delle aquile hanno un grande valore culturale e spirituale per i nativi americani come oggetti religiosi. L'uso religioso di penne di aquila e di falco era regolamentato da una legge americana che limitava il possesso di penne da parte dei membri delle tribù dei nativi americani.
Diversi uccelli e le loro piume hanno avuto importanza culturale in varie regioni del mondo; dai falchi nell'Antico Egitto alle aquile ed ai tacchini negli Stati Uniti. Nella mitologia greca Icaro provò a volare attaccando delle piume alle sue spalle con della cera, che venne sciolta dai raggi del sole.

## Pteronofobia
La fobia verso le piume viene chiamata Pteronofobia. È definita come una paura persistente, anormale e ingiustificata che colpisce chi teme che gli si possa fare solletico con una piuma.
Coloro che patiscono di questa condizione possono presentare timore o avversione alle piume, specialmente quando sono usate per far loro solletico. Certi eventi dell'infanzia, come fare solletico a un neonato, possono arrivare a essere la causa scatenante di questa fobia, dovuta al fatto che il piccolo si sente in trappola. Il riso del neonato può essere mal interpretato dall'adulto come segno di allegria, quando in realtà si produce come atto riflesso e il bambino sente angoscia.